# Bobby Breen

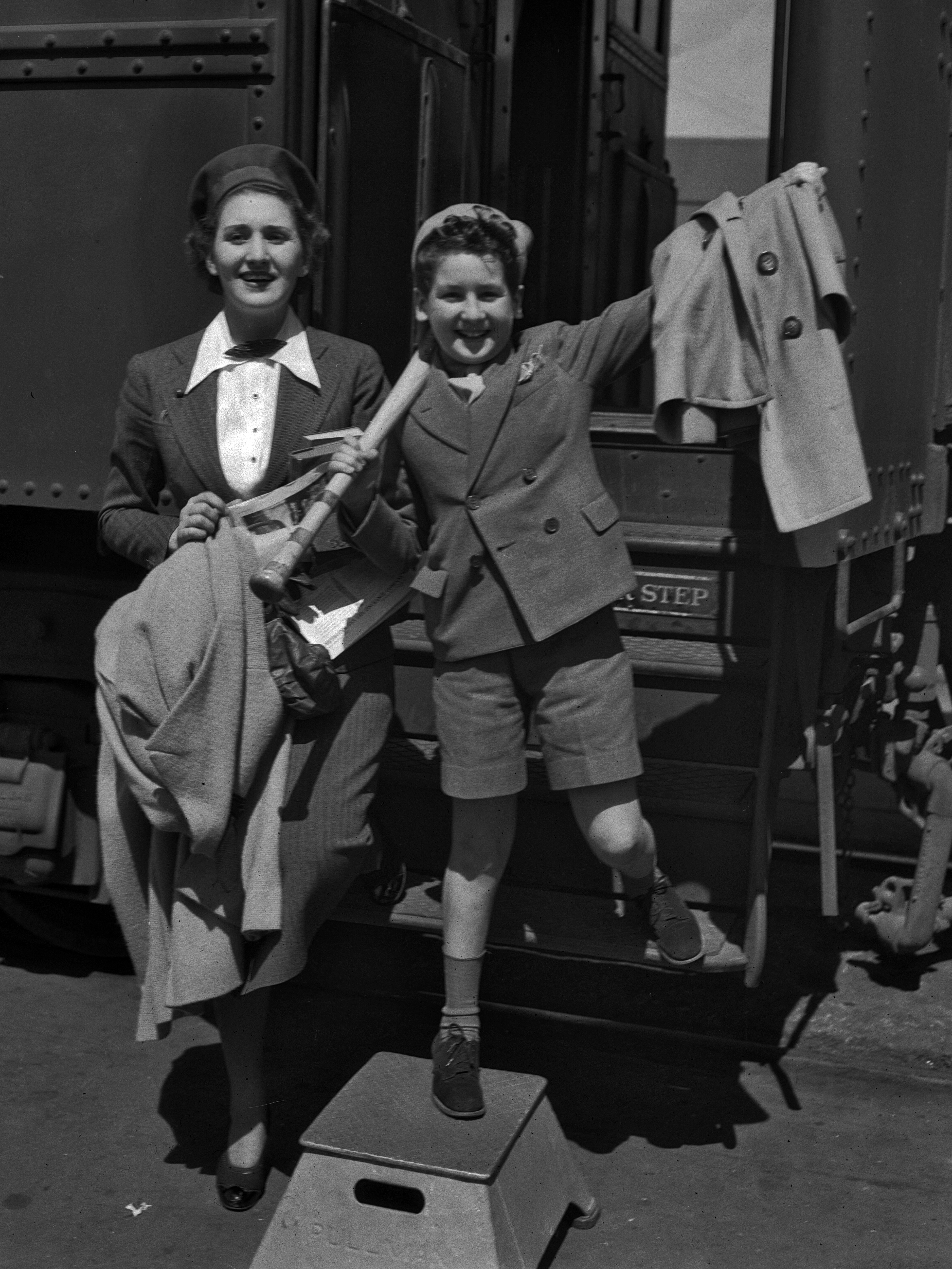
Bobby Breen mit seiner Schwester und Managerin Sally (1936)

Bobby Breen (* 4. November 1927 in Montreal, Québec; † 19. September 2016 in Pompano Beach, Florida; gebürtig: Robert Borsuk) war ein kanadisch-amerikanischer Kinderschauspieler und Sänger.

## Leben und Karriere
Bobby Borsuk wurde als viertes und jüngstes Kind einer jüdischen Familie geboren, die aus Kiew nach Kanada ausgewandert war. Seine Familie war musikalisch und die Eltern förderten die Showkarrieren ihrer Kinder und so gab Borsuk sein Gesangsdebüt bereits im Alter von vier Jahren in einem Nachtclub in Toronto. Wegen seines Knabensoprans erhielt er schnell Aufmerksamkeit und war bald im Radio zu hören. 1934 zog er mit seiner Schwester nach Chicago, um dort den nächsten Karriereschritt zu machen. Er spielte in Vaudeville-Theatern und war mit Eddie Cantor regelmäßig in dessen Radioshow zu hören.
Im Jahre 1936 nahm RKO Pictures Borsuk unter Vertrag, wo er als größter Kinderstar des Studios galt und namhafte Darsteller wie Basil Rathbone, Alan Mowbray, May Robson und Dolores Costello an seiner Seite Nebenrollen spielten. Man änderte seinen Nachnamen von Borsuk auf Breen um, weil viele Menschen in Amerika damals antisemitisch eingestellt waren. Insgesamt drehte er bis 1942 neun Filme. Sein wohl bekanntestes Lied Rainbow on the River sang er 1936 im gleichnamigen Film über einen Jungen aus den Südstaaten, der nach dem Sezessionskrieg von einer ehemaligen Sklavin großgezogen wird. Die Filme Make a Wish, Breaking the Ice und Way Down South mit Breen in der Hauptrolle wurden jeweils für einen Oscar in der Kategorie Beste Filmmusik nominiert. Er verdiente so viel Geld, dass seine Familie sich in Kalifornien ein Haus kaufen konnte.
Als Breens Stimme sich im Alter von 13 Jahren veränderte, beendete er seine Filmkarriere bis auf einen Gastauftritt im Film Johnny Doughboy aus dem Jahre 1942. Mit 18 Jahren kämpfte Breen in der Einheit von Joshua Logan im Zweiten Weltkrieg und erhielt 1947 einen Bronze Star. Nach dem Kriegseinsatz arbeitete als Live-Entertainer in diversen Nachtclubs, vermittelt wurde er durch die William Morris Agency. In den 1950er- und 1960er-Jahren hatte Breen einige Gastauftritte im Radio und im Fernsehen, ohne jedoch an alte Erfolge anknüpfen zu können. 1954 entstand eine Aufnahme mit Tony Crombie. 1964 nahm er für die Plattenfirma Motown zwei Singles und ein Album auf, welches jedoch nie veröffentlicht wurden.
Seine erste Ehe mit dem Model Jocelyn Lash zwischen 1952 und 1958 endete in einer Scheidung. In zweiter Ehe heiratete er Audrey Howard. Er war Besitzer von Bobby Breen Enterprises, einer lokalen Talentagentur in Tamarac, Florida. Mindestens noch im Jahre 2002 stand er noch einige Male im Jahr selbst auf der Bühne. Bobby Breen starb am 19. September 2016 mit 88 Jahren eines natürlichen Todes, drei Tage nach dem Tod seiner Frau Audrey, mit der er 54 Jahre verheiratet war.
Bobby Breen gehört zu den abgebildeten Personen auf dem berühmten Cover zum Beatles-Album Sgt. Pepper’s Lonely Hearts Club Band, er steht in der ersten Reihe direkt neben George Harrison.

## Filmografie
- 1936: Let’s Sing Again
- 1936: Rainbow on the River
- 1937: Make a Wish
- 1938: Hawaii Calls
- 1938: Breaking the Ice
- 1939: Fisherman’s Wharf
- 1939: Way Down South
- 1939: Escape to Paradise
- 1942: Johnny Doughboy

## Diskografie (Auswahl)
- 1936: It’s A Sin To Tell A Lie
- 1936: Rainbow on the River
- 1937: Here Comes That Heartache
- 1938: Hawaii Calls
- 1938: Down Where the Trade Winds Blows
- 1939: Sometimes I Feel Like a Motherless Child
- 1939: Sleep my pretty one
- 1964: You’re Just Like You[8]
- Here Comes That Heartache
- How Can We Tell Him
- Better Late Than Never